# Tapio Wilska
Tapio Wilska, född den 19 september 1969 i Nyslott, Finland. Han är för tillfället sångare i heavy metal-bandet Sethian. Wilska är även före detta sångare i folk metal-bandet Finntroll, där han gick under namnet Wilska.
Wilska har varit gästsångare på Nightwish album Oceanborn och Over the hills and far away.